# Heroceras descarpentriesi
Heroceras descarpentriesi är en skalbaggsart som först beskrevs av Peschet 1923.  Heroceras descarpentriesi ingår i släktet Heroceras och familjen dykare. Inga underarter finns listade i Catalogue of Life.